# Ivana Monti
Ivana Monti (Milano, 20 febbraio 1947) è un'attrice italiana.

## Biografia
Nel 1966 esordì a teatro con Giorgio Strehler nel lavoro pirandelliano I giganti della montagna, interpretando il ruolo di Maddalena. Dopo aver frequentato l'accademia, fu Regana nel Re Lear (1972) di William Shakespeare. Numerosi i lavori teatrali cui prende parte al Piccolo Teatro di Milano, che spaziano dal teatro drammatico di Majakovskij con Il bagno, sino alle interpretazioni brillanti, come in Ogni anno punto e da capo di Eduardo De Filippo.
Approda anche in televisione recitando con Dario Fo e Franca Rame in Settimo: ruba un po' meno (1977), con Lando Buzzanca in Settimo anno (1978), con Walter Chiari in Hai mai provato nell'acqua calda? (1978). Negli anni '80 si cimenta pure con le operette e le commedie musicali (Cin Ci La, Eva contro Eva). Nel 1986 avvia il sodalizio artistico con Andrea Giordana presentando un repertorio brillante. In televisione ha interpretato ruoli in diverse fiction, tra cui Distretto di Polizia (2000-2001) nel ruolo di Caterina Scalise e Incantesimo (settima ed ottava stagione) nel ruolo di Liliana Donati.
Nel cinema si ricorda soprattutto il suo ruolo da co-protagonista accanto a Fabio Testi nel film Luca il contrabbandiere (1980) di Lucio Fulci.
Dal 1996, anche seguendo il desiderio del marito, il giornalista Andrea Barbato, scomparso prematuramente, si dedica per la maggior parte al teatro contemporaneo, pur continuando a recitare nei grandi classici. Nel 1997 è anche autrice, oltre che interprete, di Mia cara madre. Ricordi e voci della nostra terra dal 1913 alla Liberazione.

## Vita privata
Dal suo matrimonio con Andrea Barbato è nato un figlio, Tommaso, nel 1989.

## Filmografia

### Cinema
- Il tunnel sotto il mondo (1969)
- Le cinque giornate (1973)
- Uomini e no (1980)
- Luca il contrabbandiere (1980)
- Io so che tu sai che io so (1982)
- Giovanni Falcone (1993)
- La bella di Mosca (2001)
- Cuori perduti (2003)
- La rugiada di San Giovanni (2016)
- Per tutta la vita, regia di Paolo Costella (2021)
- Perfetta illusione, regia di Pappi Corsicato (2022)
- Il primo giorno della mia vita, regia di Paolo Genovese (2023) - cameo ("Madre Arianna")

### Televisione
- La donna serpente (1976)
- Il mostro turchino (1976)
- Albert e l'uomo nero (1976)
- La mia vita con Daniela (1976)
- Solo la verità (1976)
- Settimo anno (1978)
- L'affare Stavisky (1979)
- Il filo e il labirinto, episodio "L'armadio" (1979)
- Arabella (1980)
- Il fascino dell'insolito, episodio "La scoperta di Morniel Mataway" (1982)
- Uno + uno (1983)
- Vuoto di memoria, regia di Pier Nico Solinas (1983)
- Crazy Boat (1986)
- Le madri (1999)
- Distretto di polizia (2000-2001)
- Incantesimo 7 (2004)
- Incantesimo 8 (2005)
- Storia di Laura (2010)
- La leggenda del bandito e del campione (2010)

## Teatro
- "I giganti della montagna"
- "Re Lear"
- "Taller"
- "Il bagno"
- "Processo a l'Avana"
- "Fede speranza carità"
- "Una madre"
- "Ogni anno punto e da capo"
- "Settimo ruba un po' meno"
- "Ci ragiono e canto"
- "Hai mai provato nell'acqua calda"
- "Il gufo e la gattina"
- Cin Ci La, di Carlo Lombardo e Virgilio Ranzato
- "Applause"
- "Capitolo II"
- "Tovaritch"
- "Fiore di cactus"
- "L'anno prossimo alla stessa ora"
- "Due dozzine di rose scarlatte"
- "L'onorevole il poeta e la signora di De Benedetti"
- "Tradimenti"
- "Il signore che viene a pranzo"
- "Coefore"
- "Album"
- "Didone"
- "Regina"
- "Futurismo e Lili Marlen"
- "Corpo d'altri"
- "Lontano da Berlino"
- "Libere stanze"
- "Sopra e sotto il ponte"
- "Cassandra"
- "La collina"
- "Elena"
- "Ritorno a casa"
- "Sior Todero Brontolon"

- "La terza moglie"
- "La villa"
- "Non era la quinta era la nona"
- "Sottobanco"
- "Lo zio"
- "Indovina chi viene a cena"
- "Le cose sottili nell'aria"
- "Il Calapranzi"
- "Le troiane"
- "I bottoni di Bettina"
- "Mia cara madre"
- "Maria Goia e il delitto Matteotti"
- "La mia idea non muore"
- "Sebben che siamo donne"
- "Risorgimento"
- "Costituzione italiana"
- "Migranti"
- "Migranti II"
- "Guerra e pace"
- "Arcipelago donna e arcipelago madre"
- "Donna, impegno, poesia e parola"
- "Madri"
- "66 personaggi in cerca d'attore o... d'attrice"
- "Poesia e musica del '900"
- "Da Dante al' rap"
- "Lotte sociali tra presente ed attualità"
- "Scritto sull'acqua"
- "Un giardino di aranci fatto in casa"
- "Salomè"
- "La notte del 16 gennaio"
- "La voce che andava prima al cuore e poi alla ragione"
- "L'innocente"
- "Donne e musiche del risorgimento"
- "Eseque solenni"
- "Elephant Man"
- "Eclisse totale"
- "Marjorie Prime"
- "Una vita che sto qui" (2021-2022)
- "La Cripta dei Cappuccini" (2023)